# 夸奧蒂特蘭
夸奧蒂特蘭是墨西哥的城市，由墨西哥州負責管轄，位於該國南部，面積42平方公里，海拔高度2,250米，主要經濟活動有工業和商業，2010年人口140,059。

## 外部連結
- México（页面存档备份，存于） Enciclopedia de los Municipios de México
- Sitio Oficial de Cuautitlán（页面存档备份，存于） Official website

19°41′N 99°11′W / 19.683°N 99.183°W